# Carlos Arnaldo Krug
Carlos Arnaldo Krug (São Paulo, 25 de outubro de 1906 – Campinas, 6 de fevereiro de 1973) foi um agrônomo, pesquisador e professor universitário brasileiro. 
Responsável pelo cultivo do  primeiro híbrido duplo de milho produzido no Brasil, Krug foi chefe do departamento de genética do Instituto Agronômico de Campinas e um dos mais importantes agrônomos do país. É considerado o maior nome da genética experimental em plantas e, consequentemente, o responsável pelos maiores avanços do melhoramento genético vegetal das culturas mais importantes do Brasil.

## Biografia
Natural da capital paulista, Krug era filho de Francisco Krug e Erna Krug. Fez o curso secundário na Alemanha, formando-se como engenheiro agrônomo pela Escola Superior de Agricultura Luiz de Queiroz, em Piracicaba, em 1928. No mesmo ano ingressou como assistente no Instituto Agronômico de Campinas, na recém criada seção de genética, onde trabalhou com a planta do café.
Em 1931, Krug foi enviado para a Universidade Cornell, em Nova York, para cursar o mestrado em genética, citogenética e melhoramento de plantas. Retornando ao Brasil no final de 1932, Krug tornou-se chefe da seçáo de genética do mesmo Instituto Agronômico.

## Carreira
Suas principais pesquisas concentravam-se no melhoramento do milho e do café. A seção de genética do Instituto Agronômico de Campinas era considerada um dos primeiros locais criados no país destinados especificamente para o desenvolvimento de pesquisas sobre a herança e melhoramento das espécies vegetais, em cooperação com instituições de pesquisa estaduais, federais e com entidades privadas.
A cafeicultura desenvolveu-se com rapidez no Brasil neste período, seguidas das culturas de arroz, feijão e milho. Estudavam-se principalmente a biologia da reprodução, a genética, a evolução e a herança de fatores controladores da resistência às doenças e pragas. Krug trouxe o milho híbrido dos Estados Unidos, que já tinha apresentado bons resultados na Argentina. Por 12 anos, Krug e colaboradores trabalharam para o melhoramento genético do cultivo do milho híbrido e o estado de São Paulo foi o primeiro da América Latina a contar com híbridos obtidos através de linhagens próprias.
Krug também trabalhou com o café, na década de 1930, época em que não se esperava mais por um novo período áureo para o cultivo do café no Brasil. Esperava-se que com a pesquisa genética houvesse melhorias nas plantas que elevasse a qualidade do café. Assim ele pesquisou sua biologia da reprodução, taxinomia, análises citológicas, morfologia, anatomia, análises genéticas e seleção de linhagens produtivas e de boa qualidade.
Krug implantou um banco de germoplasma, no qual reunia todas as variedades de Coffea arabica cultivadas e as variações que foram sendo encontradas nas várias visitas a fazendas de café pelo Brasil, bem como as espécies que já haviam sido importadas além das existentes em antiga coleçáo do Instituto Agronômico e no Horto Florestal da Companhia Paulista de Estradas de Ferro, em Rio Claro. O germoplasma tornou-se um dos mais completos referentes ao C. arabica.
O Instituto Agronômico de Campinas realizou amplas análises genéticas no café, tornando-se o único centro de pesquisa a realizar tais estudos com a planta,  cujos resultados eram periodicamente apresentados em congressos e reunióes internacionais. Devido a estes estudos foi possível determinar, geneticamente, que a semente do café era formada por endosperma verdadeiro, sendo de interesse para fins de melhoramento. Dez anos depois, sementes da linhagem de Bourbon Vermelho, bem mais produtivas e uniformes do que as existentes anteriormente, eram utilizadas pelos cafeicultures.
Krug foi o único pesquisador brasileiro participante do VI International Congress of Genetics, realizado em Ithaca, Nova York, de 24 a 30 de agosto de 1932. Em 1933, Krug deu um curso sobre genética no Instituto Agronômico de Campinas, considerado um dos cursos pioneiros na área. Em 1935, tornou-se supervisor da Divisão de Citologia, subordinada ao Serviço de Introdução de Plantas, do Instituto Agronômico de Campinas.
Krug ganhou uma Bolsa Guggenheim em 1940. Sobre este período ele publicou em 1944 o artigo Observações e investigações feitas numa viagem de estudos aos Estados Unidos da América do Norte, 1940- 1941.
Em 1941, Krug foi convidado por Edmundo Navarro de Andrade, Superintendente do Serviço Florestal do Estado de São Paulo, a elaborar um programa de melhoramento genético dos eucaliptos. O programa elaborado por Krug foi considerado um dos mais avançados da época e o começo da pesquisa em genética florestal no Brasil.
Junto de Theodosius Dobzhansky, em 1943, ele participou do curso sobre evolução no Departamento de Química da Universidade de São Paulo, além de apresentar trabalho no primeiro congresso brasileiro de genética e citologia na 1ª Semana de Genética, realizada em Piracicaba.
Krug foi um dos fundadores da revista Ciência e Cultura, criada em 1949 pela Sociedade Brasileira para o Progresso da Ciência (SBPC). Em 1949, tornou-se diretor do Instituto Agronômico de Campinas e no ano seguinte instituiu uma Programaçáo Anual de Pesquisas e dos Trabalhos Experimentais além de comissões técnicas para organizar a programação técnico-científica da instituição. Foi sob sua gestão que começaram as pesquisas sobre agrometeorologia, em 1950.
Neste mesmo ano, em visita à Fundação Rockefeller, Krug conheceu o Laboratório de Climatologia Agrícola, em Seabrook, Nova Jérsei, onde ficou impressionado com as pesquisas do climatologia Charles Warren Thornthwaite (1899-1963). Krug o convidou para assessorá-lo na criação de uma seção de climatologia agrícola no Instituto Agronômico de Campinas. O convite foi aceito, mas não se concretizou. Em seu lugar, foi convidado o climatologista alemão Rudolf Schroeder. Krug foi pioneiro na criação de uma seção de climatologia agrícola no instituto.
Em sua gestão, em 1953, o instituto recebeu as primeiras mudas de café com resistência ao agente da ferrugem (Hemileia vastatrix), vindas dos Estados Unidos. Por segurança as mudas permaneceram, além do período de quarentena no país de origem, quarentenadas por mais de um ano na sede do instituto, e foram liberadas posteriormente para plantio apenas em Campinas. Além do café e do milho, Krug trabalhou com melhoramento de outras culturas, como batata, feijão, trigo e mamona. Trabalhou com Sydney Harland (1891-1982) no melhoramento do algodão.

## FAO
Em 1955, Krug foi convidado pela Organização das Nações Unidas para a Alimentação e a Agricultura para uma missão econômica na Tunísia e depois no Vietnã. Bem-sucedido nestas missões, a FAO o convidou para trabalhar na seção de espécies tropicais, em Roma, onde permaneceu por vários anos. Depois foi indicado para trabalhar no escritório da FAO para América Latina, no Rio de Janeiro, onde permaneceu até se aposentar. Publicou vários trabalhos direcionados à melhoria da agricultura tropical, com o objetivo de melhorar e incrementar a produção de alimentos em países em desenvolvimento.
Seu trabalho o levou a várias regiões produtoras de café pelo mundo, o que levou à publicação do livro World Coffee Survey em 1968, com co-autoria de R. A. de Poerck. Foi autor de boletins técnicos do Instituto Agronômico de Campinas e publicou artigos em diversos periódicos especializados nacionais e estrangeiros como Revista do Instituto do Café, Revista de Agricultura, Nature, Journal of Genetics, Journal of Heredity, e Der Züchter.
Krug foi um dos fundadores e primeiro vice-presidente da Sociedade Brasileira de Genética, em 1955 e a partir de 1966 tornou-se membro do conselho. Foi diplomado pela Escola Superior de Guerra, na turma de 1967, e em 1969 foi responsável pela criaçáo da Representação da Associação de Diplomados da Escola Superior de Guerra (ADESG) na cidade de Campinas.
Em 1960, recebeu o título de Doutor honoris-causa pela Escola Superior de Agricultura "Luiz de Queiroz" da Universidade de São Paulo. No mesmo ano, recebeu a Honra do  Mérito Agrícola concedido pelo Instituto Interamericano de Cooperação para a Agricultura, da Costa Rica, por serviços prestados à América Latina. Em 1962, recebeu a Medalla Agrícola Interamericana da mesma instituição.

## Morte
Krug morreu em 6 de fevereiro de 1973, em Campinas, aos 66 anos.

## Homenagem
A rua Carlos Arnaldo Krug, no Jardim Eulina, em Campinas, é em sua homenagem.